# Водонос, Ефим Исаакович
Ефим Исаакович Водонос (род. 1 февраля 1939 года) — советский и российский историк искусства, художественный критик, музейный работник, педагог. Заслуженный деятель искусств Российской Федерации.

## Биография
Ефим Исаакович Водонос родился в городе Звенигородка Киевской, (ныне Черкасской) области (Украина). Окончил среднюю русскую школу в 1956 году. С 1958 года живёт в Саратове.
В 1963 году окончил филологический факультет Саратовского государственного университета имени Н. Г. Чернышевского, защитив диплом на тему «Новаторство Антуана де Сент-Экзюпери».
С 1963 года работал учителем русского языка и литературы в средней школе Саратова.
С 1966 года — в Радищевском музее. Сначала работал экскурсоводом, затем младшим научным сотрудником, а с 15 сентября 1971 и по 11 января 2017 в должности заведующего отделом Русского искусства Саратовского Государственного Художественного Музея имени А. Н. Радищева.
В 1972 закончил заочное отделение факультета теории и истории искусства (ФТИИ) Ленинградского института живописи, скульптуры и архитектуры им. И. Е. Репина, тема диплома: «Проблема национального в художественной критике Мира искусства».
C 1975 года Член СХ России, Член международной Ассоциации искусствоведов.
Заслуженный деятель искусств Российской Федерации, действительный член Академии Российского искусства и Российской академии свободной художественной критики.
Преподавал в школах Саратова русский язык и литературу, историю зарубежной литературы в Саратовском Педагогическом институте, историю искусства в Саратовской консерватории, на истфаке и филфаке СГУ, на архитектурном отделении Саратовского политехнического института, в Саратовском художественном училище.
Круг научных интересов — русское искусство рубежа XIX-XX веков, художественная критика этого периода, культурная жизнь Саратова 1920-х, а также 1970—2000-х годов, искусство и власть.
Учителя: Резник Раиса Азарьевна, Арбитман Эмилий Николаевич.

## Награды
- Заслуженный деятель искусств Российской Федерации.
- Благодарность Министра культуры и массовых коммуникаций Российской Федерации (3 июня 2005 года) — за многолетний плодотворный труд и в связи со 120-летием со дня открытия Федерального государственного учреждения культуры «Саратовский государственный художественный музей им. А.Н. Радищева»[3].

### Статьи и монографии
- Е. И. Водонос. Илья Эренбург. // Русские писатели в Саратовскром Поволжье.  Приволжское книжное издательство. Саратов. 1964.
- Е. И. Водонос. О произведениях Н. Рериха в Радищевском музее // Саратовский художественный музей им. А. Н. Радищева. Материалы и сообщения. Приволжское книжное издательство Саратов. 1966.                                      (Статья переиздавалась за пределами Саратова с добавлением анализа произведений, поступивших в музей в 1970-е годы).
- Е. И. Водонос. Каталог выставки художников г. Вольска в 1970 году со вступительной статьёй. Саратов. 1971.
- Е. И. Водонос. Предисловие к каталогу выставки М. И. Полякова. Саратов. 1973.
- Е. И. Водонос. 1. К истории создания картины М. В. Нестерова «За приворотным зельем». Е. Водонос. 2. Работы Б. М. Кустодиева в собрании Радищевского музея и некоторые особенности кустодиевского бытового жанра // Саратовский государственный художественный музей им. А. Н. Радищева. Статьи и публикации. Выпуск 2-3. Приволжское книжное издательство. Саратов. 1974.
- Е. И. Водонос. Предисловие к каталогу Юилейной выставки А. П. Боголюбова (1824—1986) К 150-летию со дня рождения. Саратов. 1974.
- Вступительная статья к каталогу выставки произведений Александра Васильевича Скворцова (1894—1964). Саратов. 1975
- Е. И. Водонос. Каталог и вспительная статья Выставки «Новые поступления» из собрания М. Ф. Глазунова. Саратов. 1976.
- Е. И. Водонос. Каталог со вступительной статёй Б. И. Давыдова. Саратов. 1977.
- Е. И. Водонос. Выставка новых поступлений // Художник. 1977. №.3.
- Е. И. Водонос. Проблема национального в художественной критике «Мира искусства» // Саратовский государственный музей им. А. Н. Радищева. Издательство Саратовского университета. 1977. (Сокращённый вариант этой статьи опубликован Сборнике АХ СССР. Институт Живописи, скульптуры и архитектуры имени И. Е. Репина Проблемы развития русского искусства. Тематический сборник научных трудов. выпуск 1Х. Л. 1977).
- Е. И. Водонос. Вступительная статья к каталогу Выставки произведений художника В. А. Милашевского.
- Саратов. 1979.
- Е. И. Водонос. Предисловие к каталогу выставки Пётр Саввич Уткин. 1877—1934. Саратов. 1980.
- Е. И. Водонос. Предисловие к каталогу выставки М. И. Полякова. Саратов 1979.
- Водонос Е.И. Предисловие каталогу и сам каталог Выставки приизведений Г.А.Тугушева (Скульптура и графика).
- и Б.В. Ионайтиса (Живопись). Саратов. 1982.
- Е. И. Водонос. Творческий путь А. В. Скворцова // Советская графика-7, М. «Советский художник», 1983.
- Е. И. Водонос. А. В. Скворцов и другие. Художник РСФСР. 1985.
- Е. И. Водонос. Ксилографии М. И. Полякова // Саратовский государственный музей имени А. Н. Радищева. Выпуск 5. Издательство Саратовского университета. 1986.
- Е. И. Водонос. Живопись Р. Р. Фалька. Буклет к выставке к столетию художника. Саратов. 1986.
- Е. И. Водонос. Уроки выставки (о юбилейной выставке «Боголюбов и европейский пейзаж его времени в Радищевском музее». 1985) // Советская живопись-9. М., Советский художник". 1987.
- Е. И. Водонос. «Целостный талант и человек…» О жизни и творчестве П. С. Уткина // Сборник" Годы и люди". Выпуск 3. Саратов. Приволжское книжное издательство. 1988.
- Е. И. Водонос. Художественное образование в Саратове (1918—1922) // Волга. 1988.№. 2-3.
- Е. И. Водонос. Статьи: 1. Живопись Романа Мерцлина. 2. Выставка «Художники Саратова 1885—1985» // Пространство картины. М. «Советский художник», 1989.
- Е. И. Водонос. Рецензия на альбом Рисунки русских писателей ХУ111-хх веков. М. Советская Россия". 1988 // Волга 1990 №. 2.
- Е. И. Водонос. «Какие дали голубые»! О жизни и творчестве В. А. Милашевского // Сб. «Годы и люди». Выпуск 5. Саратов. Приволжское книжное издательство. 1990.
- Е. И. Водонос. Русская живопись конца Х!Х- начала XX века. Пятьдесят картин из Саратовского художественного музея. Статья в каталоге Выставки в ЦДХ (Москва 1991). М., Советский художник. 1991.
- Е. И. Водонос. Вступительная статья о творчестве Р. В. Мерцлина в каталоге выставки Роман Мерцлин: живопись, Валентин Красников: cкульптура, рисунок. Саратов. Издательство СГУ. 1991.
- Е. И. Водонос. Работа В. А. Никольского над книгой Творческие процессы Сурикова. Саратовский период // Суриковские чтения. Сборник материалов. Красноярск. 1988—1991.
- Е. И. Водонос. Предисловие к каталогу выставки «Художники Саратова». 1885—1985 годы. Саратов. 1991
- Е. И. Водонос. Вступительная статья к выставке из коллекции Льва Горелика ЦДХ (Москва) // Палитра друзей. Собрание живописи и графики Л. Г. Горелика. М. Советский художник. 1991.
- Е. И. Водонос. Послесловие к публикации романа В. А. Милашевского «Нелли» // Волга. 1991. №. 12.
- Е. И. Водонос. «…Неутолимая жажда театра» // Волга. 1992 №. 4. Опубликована также в сборнике. Советское искусство 1920-х годов Казань. Изд. Казанского университета. 1992.
- Е. И. Водонос. На краю саратовского света (Страницы жизни и творчества В. А. Никольского). // Годы и люди. Выпуск 6 . Саратов. Приволжское издательство «Детская книга». 1992.
- Е. И. Водонос. Послесловие к публикации: Из цикла воспоминаний В. А. Милашевского «Глазами пятилетнего». // Волга. 1993. № 2.

Е. Водонос. Возможность альтернативы. Опыт пунктирного анализа художественного процесса в Саратове ХХ столетия // Волга.1993. №. 10.
Водонос Е. И. Вступительная статья и каталог раздела Русское искусство в каталоге выставки «Художник и театр» 1988. года , Саратов 1993.
Е. И. Водонос. К истории комплектования коллекции живописи в Саратовском государственном художественном музее имени А. Н. Радищева (1885—1985) // Саратовский государственный музей имени А. Н. Радищева. Материалы и сообщения. Выпуск 6. Издательство Саратовского университета. 1993.
Поиски личного монументального стиля.(О группе картин К. С. Петрова-Водкина, связанных общим мотивом) АРТ. Альманах исследований по искусству. Выпуск Саратов. 1993. (Переиздана статья в сборнике К. С. Петров-Водкин и XX век (к 130 летию художника) Саратов 2008 // Саратов 1993.
Е. И. Водонос. К вопросу о передатировке картины К. С. Петрова-Водкина «Мать» (1915?) из собрания Русского музея // Государственный Русский музей. Страницы истории отечественного искусства. Выпуск второй. Вторая половиина Х1Х — начала XX век. СПб. 1993.
Ефим Водонос. Письма Ю. Г. Оксмана Р. А. Резник // Волга. 1994. №. 1.
Водонос Е. И. Письма В. А. Милашевского Е. И. Водоносу. (Публикация адресата) // Волга. 1994. №. 8
Е. Водонос. Один из зачинателей нового искусства. Статья к публикации Михаила Матюшина «Воспоминания футуриста» // Волга. 1994. № 9-10.
Е. Водонос Корифеи Возрождения. Рецензия на двухтомник С. М. Стама Корифеи Возрождения. Т. 1. 1991, т 2. 1993.//
Волга. 1995 №. 1
Е. И. Водонос Русские театральные художники начала XX века в собрании музея // Саратовский государственный художественный музей имени А. Н. Радищева. Выпуск 7. Издательство «Ареал». Саратов. 1995.
Е. Водонос рецензия на книгу Г. Островский. Григорий Сорока. СПб. Искусство. 1993. // Волга. 1995 № 2-3.
Е. Водонос, А. В. Скворцов. Тихое искусство // Волга. 1995 № 7.
Водонос. О Романе Мерцлине. // Волга, 1996. №. 5-6.
Е. Водонос. Рецензия на книгу А. А. Русаковой Символизм в русской живописи. М. Искусство. 1995 // Волга. 1996. № 11-12.
Водонос Е. И. Художник Алексей Карнаухов // Художественный совет //1998 № 2 (6).
Е. Водонос. Статья Палитра друзей // Вернисаж одной жизни. Лев Горелик. Человек из коллекции. Саратов. Кадр. 1998.
Е. Водонос. Предисловие и послесловвие к мемурнам отца: Исаак Водонос. И если забуду тебя, родное местечко… // Саратов. Кадр. 1998.
Е. И. Водонос Предирсловие к каталогу выставки "Становление русского живописного символизма (к 90-летию выставки "Алая роза" Саратов «Аквариус». 1998.
Е. И. Водонос Радищевский музей и местный художественный процесс // Художественные музеи и традиции собирательства (материалы шестых Боголюбовских чтений 1999 года). Саратов. Слово". 1999.
Е. И. Водонос. Полотна мастеров «Бубнового валета» в собрании Радищевского музея // Саратовский государственный художественный музей имени А. Н. Радищева. Материалы и сообщения. Выпуск 8. Саратов. «Слово». 1999.
Е. И. Водонос. К юбилею саратовской выставки «Алая роза» // Суриковские чтения (Научно-практическая конференция 1998). Красноярск. 1999.
Е. И. Водонос. Вступиительная статья к каталогу выставки. "Алесандр Фёдорович Саликов. Живлопись. Графика, посвящённой 60-летию художника. Саратов 1999.
Ефим Водонос «И вот оказалась вещунья…» Рецензия. Нонна Слепакова. Избранное в пяти томах. СПб. Геликон плюс. 2000 // Волга. 2000. №. 2-4.
Е. И. Водонос. 1.В. А. Никольский и художественное краеведение в Саратове на раннем его этапе. 2. Саратовское художественное училище в первое послереволюционное пятилетие. 3. «Саратовская пинакотека» А. С. Гилярова как отражение экспозиции Радищевского музея // Музейное дело и художественное образование (Материалы третьих, четвёртых, пятых Боголюбовских чтений 1996, 1997, 1998). Саратов. «Слово». 2000.
Е. И. Водонос. Пётр Уткин и проблемы саратовской школы живописи // Наследие-Современность. Международная конференция художественных музеев 1898 года. Самара. 2000.
Е. И. Водонос. В. Э. Борисов-Мусатов в художественной критике 1900—1910-х // В. Э. Борисов-Мусатов и «Саратовская школа» (материалы седьмых Боголюбовских чтений). Саратов. 2001.
Е.И Водонос. Предисловие к каталогу выставки Александр Васильевич Скворцов 1894—1964. Графика. Саратов. 2001.
Е. И. Водонос. Очерк: Изобразительное искусство // Энциклопедия Саратовского края в очерках, событиях, фактах, именах // Саратов. Приволжское книжное издательство. 2002.
Е. И. Водонос Некоторые аспекты сртрудничества художественного музея со студенческой аудиторией. // Образовательная деятельность художественного музея Выпуск. 7 Спб. 2002
.Е. И. Водонос. Из начальной истории музея. По материалам музейного архива // Радищевский музей. История, настоящее, будущее. У111 Боголюбовские чтения. Саратов. 2003.
Е. И. Водонос статья Графика душевнобольных (взгляд со стороны) // Искусство душевнобольных. Художественное творчество. Изд. СГУ. Саратов. 2003.
Ефим Водонос. Всеобщая международная выставка германских художников в Саратове (1924—1925) // Губернская власть и словесность: литература и журналистика Саратова 1920-х годов // Издательство СГУ. 2003.
Водонос Ефим. Статьи о художниках В.Зотове, В. Пустошкине, С. Баландине // Блики души. Живопись. Вернисаж из частной коллекции Артёма Баженнова. Саратов. 2004.
Водонос Е. И. О произведениях Н. К. Рериха в Радищевском музее // Творческое наследие семьи Рерихов в свете мировой культуры. Материалы научно-практической конференций 1999—2004 гг. Одесса ."Астропринт". 2005.
Е. И. Водонос Пётр Уткин в воспоминаниях близких, друзей и учеников // Пути русского символизма: провинция и столица. 1Х Боголюбовские чтения. Саратов. 2006.
Ефим Водонос. Очерки художественной жизни Саратова Эпохи «культурного взрыва». 1918—1932. Саратов. «Бенефит». 2006.
Ефим Водонос. Вспоминая и размышляя о Гущине. Саратов. Бенефит. 2006.
Ефим Водонос. И братья, и сёстры, и дети, и внуки // Саратов. 2006.
Е. И. Водонос. Александр Савинов. Основатель династии // Савиновы. Династия художников. Живопись, графика, керамика. Саратов. 2006.
Е. И. Водонос. Статья. Памятник Борцам революции 1905 года // Журнал «Тектоника». 2007. № 7.
Е. И. Водонос «Как слаженный оркестр…» (Заметки о живописи Вячеслава Зотова). Журнал «Промышленность Поволжья». 2007. №. 6.
Е. Водонос. «Уходя оставить след…» (Эмилий Николаевич Арбитман — историк искусства и художественный критик) // Эмилий Арбитман. Жизнь и творчество Н. Н. Ге. Волгоград. Прин Терра. 2007.
Ефим Водонос. «Гроза моментальная навек» (о творчестве Евгения Егорова) // Волга XXI век. 2007. № 9-10.
Е.И Водонос. Академстрой // Творческая Мастерская Анатолия Учаева 2003—2007. Саратов. Изд. РАХ. 2007.
Е.И Водонос. Фёдор Саликов. Живопись // Саратов Изд. РАХ. 2007.
Е. И. Водонос. Павел Тимофеев. Живопись // Саратов Изд. РАХ. 2007.
Е..И. Водонос. Елена Пичугина. Графика // Саратов Изд. РАХ. 2007.
Ефим Водонос. Нэповский Саратов в живописи и графике Евгения Егорова. Журнал «Тектоника- Плюс». 2008. №.4.
Ефим Водонос. Статья. «Татьяна Васильевна Лощинина». (О выставке художницы-керамистки из Скопина). Журнал. Тектоника-Плюс". 2008. №. 4.
Е. И. Водонос. Авангардное движение в Саратове первых революционных лет // Литературно-художественный авангард в социокультурном пространстве российской провинции. История и современность. Саратов. ИЦ «Наука», 2008.
Е. И. Водонос. Поиски личного монументального стиля. О группе картин К. С. Петрова-Водкина, связанных общим монументальным мотивом // К. С. Петров-Водкин и XXI век. Саратов. 2008.
Водонос Е. И. Образы полотен К. С. Петрова-Водкина в русской поэзии в русской поэзии XX века // К. С. Петров-Водкин и XXI Век. Саратов. 2008
Ефим Водонос. Мерцлинград // Тектоника плюс2008. № 7
Ефим Водонос. «А прошлое яснее и ясней…» Рецензия на книгу: Юрий Герчук. Кровоизлияние в МОСХ, или Хрущёв в Манеже. М.: НЛО. 2008 // Волга. 2009. №. 3-4.
Ефим Водонос. В тени отца. Рецензия на книгу: Валерий Родос. Я — сын палача. М., 2008 // Волга. 2009. № 5-6.
Ефим Водонос. Антиквариат // Тектоника-плюс. 2009. № 6.
Е. И. Водонос. Н. К. Рерих. Великая жертва. Эскиз декорации ко второй картине Балета И. Стравинского «Весна священная» из собрания Саратовского Радищевского муея // ! Х Международная научно-практическая конференция «Рериховское наследие. Тезисы конференции Тезисы конфференции Наследие семьи Рерихов в музеях и собраниях мира. Музей-институт семьи Рерихов. Рериховский центр СПбГУ. 2009.
Ефим Водонос „Мерцлинград“ (о городских мотивах в живописи Романа Мерцлина) // Тектоника-плюс. 2009. №. 7-8.
Е. И. Водонос Е. И. Из истории взаимоотношений искусства и власти в Саратове (XX век) // Искусство и власть в пространстве города (Материалы межрегиональной научно-практической конференции). Саратов. 2010.
Иллюстрированный вариант этой статьи в столичном журнале Асаdеміа 2011 № 1-3 (Искусство и власть. С. 66-70).
Е. И. Водонос. Живопись и графика Евгения Егорова нэповской поры // Нэп в истории культуры: от центра к периферии. Саратов. ИЦ „Наука“. 2010.
Ефим Водонос. „И вот оказалось — вещунья…“ (Рецензия на пятитомник произведений Нонны Слепаковой // Волга. 2010. №. 3-4.
Водонос Е. И. Кочевья души. Рецензия на книгу: Давыдова О. С. Павел Кузнецов. М., Арт-родник». 2010 // Волга XXI век. 2010. № 3-4.
Водонос Е. И. Павел Маскаев. Притяжение Хвалынска // Русская галерея. 2010. № 4.
Ефим Водонос «,.. Понять реалии минувшей эпохи.» Письма В.И Костина (1965—1989) // Волга XXI век. 2010. № 7-8. (полный вариант текста).
Е. И. Водонос. Графика Рейнгольда Берга в Собрании Радищевского музея // Волга XXI век. 2010. №. 11-12.
Ефим Водонос. Статья: «С Агафоновки на небеса» или Саратов по-карнауховски (о живописи Алексея Карнаухова) // Журнал Тектоника-плюс. Саратов. 2010. №. 9.
Ефим Водонос. Вне течений. Рецензия на книгу: В. Н. Нестеров. Балетмейстер Михаил Фокин. Поиски и тенденции. Саратов. ИЦ «Наука». 2009 // Волга XXI век. 2011. № 9-10.
Ефим Водонос. Зримость света (О творчестве живописца Ю. М. Саркисова) // Журнал ДИ. (Диалог искусств).2011. № 6.
Ефим Водонос. К. С. Петров-Водкин в контексте художественных традиций 1920—1930-х годов. Рецензия на книгу: Е. В. Грибоносова-Гребнева. Творчество К. С. Петрова-Водкина и западноевропейские «реализмы» 1920—1930-х. М., 2010 // Искусствознание. 3/-4. М., 2011.
Е. И. Водонос. Полотна Ильи Машкова в собрании Радищевского музея // Актуальные проблемы изучения творчества И. И. Машкова и художников «Бубнового валета» (материалы Международной научно-практической конференции .2011). Волгоград. 2011.
Е. И. Водонос «Живое творчество». Рецензия на книгу Н. Л. Адаскиной: Любовь Попова. М., 2010 // Волга. XXI век. 2011. № 5-6.
Ефим Водонос. Владимир Иванович Костин. Письма (сокращённый вариант) // Сборник Искусство в современном мире. Выпуск 4. Памятники исторической мысли М., 2011.
Е. И. Водонос. Мастера «Саратовской школы» частных собраниях Санкт-Петербурга и Москвы. 1970-е годы //Собирательство как феномен культуры. Х11 Боголюбовские чтения. Саратов. 2011.
Е .Водонос. «Выпростай из тела душу — пробил час её крылатый»! (о творчестве Г. Д. Гликмана) //
Гавриил Гликман. « Я живу, потому что вижу» (Книга воспоминаний). Саратов. «Орион». 2011.
Ефим Водонос. Грибоносова-Гребнева Е. В. Творчество К. С. Петрова-Водкина и западноевропейские "реализмы" 1920—1930 М.: Галарт
Ефим Водонос. Графика Мерцлина // Тектоника — плюс. 2012. №. 1.
Ефим Водонос. Полнота формы, соединённая с чувством жизни (О творчестве Романа Мерцлина) // Волга XXI век. 2012. № 1-2. 1920—1930-х М., Галарт. 2010
Е. И. Водонос. Елена Трифонова (о выставке саратовской керамистки) // Альманах Тектоника- плюс. 2012. № 2.
Ефим Водонос. Рецензия на книгу. Антон Успенский. Между авангардом и соцреализмом. Из истории советской живописи 1920—1930-х годов .М., Искусство XXI век. 2011 // Диалог искусств. 2012. №. 6.
Мария Валяева, Ефим Водонос. Пётр Уткин и проблемы русского живописного символизма // Дух символизма. Русское и западноевропейское искусство в контексте эпохи конца Х1Х- начала XX века. М., Прогресс-Традиция. 2012.
Е. И. Водонос. Запечатлённое время. Рецензия на книгу: Лица петербургской поэзии. 1950—1990-е. Автобиографии. Авторское чтение. СПб. 2011 // Волга XXI век. 2012. № 3-4.
Е. И. Водонос. Зоркий очевидец эпохи. Рецензия на книгу воспоминаний Гавриила Гликмана Я живу, потому что вижу. Саратов. 2011 // Волга XXI век. 2012. №.9-10.
Е. И. Водонос. Вступительная статья к альбому-монографии: Роман Мерцлин. Живопись. Графика. Саратов. 2013.
Е. И. Водонос. «Найти себя в себе самом…» (Творчество Бориса Давыдова) // Волга — XXI век. 2013 . №. 1-2.
Е. И. Водонос. Театр в живописи (О творчестве Алексея Васильева // Волга. XXI век. 2013. № 3-4.
Ефим Водонос. Статья «Нужно умереть, чтобы быть открытым…» В книге Любовь Романова (Сапожникова) Живопись. Саратов-Москва, 2013.
Ефим Водонос. О, вековые чары театра! // Выставка театральных художников. 210 лет театральному искусству Саратова. Саратов. 2013.
Е. И. Водонос. Рецензия на книгу. «Лев Мочалов. Три века русского натюрморта». Москва. Белый город. 2012 // Искусствознание. 2013. № 1-2. М., 2013.
Е. И. Водонос. Статья о погибшем на фронте художнике Турецком Валерьяне Григорьевиче // Марина Турецкая. Турецкий. Каждый человек неповторим. Книга об отце. Москва. «Бослен». 2013.
Е. И. Водонос Около 20 статей в первом и втором томах Энциклопедии русского авангарда, изданных в 2013 году.
Е. Водонос. Правда конкретного ощущения // Павел Шаров. С вершины холма. Стихи. Саратов. 2013.
Е. И. Водонос. Художественная критика и власть. Россия ХХ-ХХI в.в. // Материалы научно-практической конференции Искусство и власть 2013. Саратов. 2014.
Е. И. Водонос Статья о живописце В. О. Фомичёве // Ищу образ города Сочи. Из наследия В.О Фомичёва: Саратов. КИЦ "Саратов-телефильм «Добродея». 2014.
Ефим Водонос. Арт-энциклопедия Поволжья. Предисловие к каталогу-альбому Третьей межрегиональной выставки-конкурса. Красные ворота. Против течения. М., 2014.
Ефим Водонос. Художник в Театре. Художники Саратовского Академического театра оперы и балета // Саратов. 2014.
Двадцать лет служения искусству (Предисловие к альбому Галерея искусств Эстетика 1994—2014). Саратов. Приволжская книжная палата. 2014.
Е. И. Водонос. История поступления мастеров «Союза молодёжи» в коллекцию Радищевского музея // Алексей Боголюбов — художник, просветитель, меценат. (ХIV Боголюбовские чтения). Саратов. 2014.
Ефим Водонос. В диалоге со временем (О выставке Юрия Петкевича) // Волга XXI век. 2014. №. 7-8.
Ефим Водонос Арт-энциклопедия Поволжья. Том первый .Против течения: Живопись \ Графика / Скульптура / цифровое искусство. М. 2014.
Ею.И.. Водонос. К. С. Петров-Водкин. От образа матери к образу мадонны и обратно… // Вечные Сюжеты и образы в литературе и искусстве русского модернизма. ИМЛ имени А. М. Горького РАН. М. Индрик. 2015.
Е. И. Водонос. Статья Эпистолярный детектив // XX век в зеркалах эпистолярия, дневников, мемуаров / Фединские чтения. выпуск 6. Саратов. ИЦ. «Наука», 2015.
Ефим Водонос. Предисловие к альбому выставки в ГТМ им. А. А. Бахрушина «Художники театра. 100 лет театрально-декорационному искусству Саратова». Москва-Саратов. 2015.
Е. И. Водонос. О графике архитектора Ю. И. Менякина // Альбом. Менякин Юрий Иванович. Изд. «Волга». Саратов.1915.
Е. И. Водонос. Статья об авангардистах обеих столиц в собрании Радищевского музея в альбоме «Русский авангард. Столицы и провинция». Саратов. 2015.
Е. И. Водонос. Художественная жизнь Саратова эпохи «Великого перелома» (1928—1932) // Искусство и власть (Международная научно-практическая конференция). Саратов. 2016.
Ефим Водонос. Предисловие к альбому Живописи Евгения Ромашко. Магия пленэра. Саратов. 2016.
Е. И. Водонос. Рецензия на научный каталог "Омский областной музей имени М. А. Врубеля. Русская живопись 18-начала 20 века // Сборник научных трудов Омского музея изобразительных искусств имени М. А. Врубеля. Омск. 2016.
Е. Водонос. Буклет выставки Евгений Яли. Живопись из мастерской художника и частных собраний. Саратов 2016
Е. И. Водонос. Неслучившийся авангардист: судьба Алексея Кроткова (1904—1943) // Наследие и современность: музеи в истории культуры России. Самара. 2017.
Е. И. Водонос. Живопись и графика «Союза молодёжи» в собрании Радищевского музея // Открываем коллекции. ХУ Боголюбовские чтения. Саратов 2017.
Ефим Водонос. О произведениях Н. К. Рериха в РАдищевском музее. В книге «Галина ПетроваРаботты Н.К Рериха в астраханской картинной галерее им. П. М. Догадина. *** Ефим Водонос, „О произведениях рериха в Радищевском музее“. Одесса !Асиропринт». 2017.
Ефим Водонос. О творчестве художника Алексея Коблова // Альманах Авторский союз. Выпуск 3. Саратов. «Амиринт». 2020.
Ефим Водонос. Статьи и публикации. Саратов. 2021.
Ефим Водонос. Предисловие к книге. Алексей Голицын. Саратовские художники. Возвращённые имена. Саратов. 2021. Е. И. Водонос. Очередной «Прогноз на прошлое». Судьба Валентина Юстицкого. // Сборник: "Искусство и власть. Материалы конференции 16-18 октября 2019 года. Саратов. 2021.
Ефим Водонос. Воспоминаний горькое вино… По ухабистым и скользким дорогам судьбы. Саратов. 2021.
Е. И. Водонос. «! Любите живопись поэты» (Живопись в поэзии и поэзия живописи) // Авторский союз. Выпуск 5. Саратов. 2022
Ефим Водонос. Рецензия: Русская книга о Марке Шагале.  Искусствознание. №. 2. М.,  2022.